# Zwangspektrumstörung
Die Zwangspektrumstörung (auch: Zwangsspektrumsstörung) ist eine Metakategorie für eine Reihe von psychischen Störungen, die durch ihre symptomatische Nähe zur Zwangsstörung gekennzeichnet sind. Die Gemeinsamkeit besteht aus dem repetitiven Charakter einzelner Symptome und der Unfähigkeit, unangemessene Impulse oder Verhaltenstendenzen zu unterdrücken. Auch neurobiologische Gemeinsamkeiten legen einen Zusammenhang nahe. Neben Verhaltens- und Gedankenzwängen sind dies Erkrankungen mit Störung der Impulskontrolle, bestimmte neurologische Erkrankungen sowie die krankhafte Beschäftigung mit dem eigenen Körperbild bzw. der eigenen Gesundheit. Auch Essstörungen werden von einigen Autoren zu den Zwangsspektrumsstörungen gezählt.
Die aktuell gültige 5. Auflage des DSM fasst diese Störungsgruppe erstmals in einem eigenen Kapitel unter dem Oberbegriff „Zwangsstörung und verwandte Störungen“ zusammen. Neben der Verwandtschaft der Symptome weist auch das leitliniengerechte therapeutische Vorgehen Gemeinsamkeiten auf. Psychotherapeutisch erweisen sich verhaltenstherapeutische Ansätze als wirkungsvoll. Pharmakologisch werden in erster Linie Serotonin-Wiederaufnahmehemmer (SSRI) eingesetzt.

## Zwangsspektrum
Unter den Begriff Zwangsspektrumsstörung fallen:
- Zwangsstörung,

- Impulskontrollstörungen wie
  - Trichotillomanie (Haare ausreißen),
  - Onychophagie (Nägelkauen),
  - Dermatotillomanie (Skin-picking Disorder),
  - Dermatophagie und
- Verhaltenssüchte wie
  - Pathologisches Kaufen (Kaufsucht),
  - Pathologisches Spielen (Spielsucht),
  - Pathologisches Stehlen (Kleptomanie),
  - Pathologischer Internetgebrauch (Internetsucht),
  - Pathologisches Horten (Messie-Syndrom).

Im Weiteren bestimmte neuropsychologische Erkrankungen z. B.
- Tic-Störungen und das
- Tourette-Syndrom

Erkrankungen, die mit einer ständigen Beschäftigung mit dem eigenen körperlichen Erscheinungsbild und/oder mit Krankheiten einhergehen, wie z. B. die
- Körperdysmorphe Störung und die
- Hypochondrische Störung (Hypochondrie) und

Essstörungen wie 
- Anorexia nervosa und
- Bulimia nervosa.

Einige Autoren fassen den Begriff des Zwangsspektrums weiter und zählen die Schizophrenie und neurologische Erkrankungen wie Chorea Huntington und Epilepsie hinzu.